# 山崎宮市
山崎 宮市（やまざき みやいち、1898年7月3日 - 1980年7月1日）は、日本の経営者。愛知県名古屋市出身。

## 経歴
1923年に明治大学法学部法律学科を卒業し、翌年11月に東邦ガスに入社。1943年7月に西部ガスに転じ、1949年8月に取締役に就任し、常務、専務を経て、1960年2月に社長に就任。1970年2月に会長。福岡大学理事、日本ガス協会理事なども歴任。
1961年11月に藍綬褒章を受章し、1967年1月に紺綬褒章を受章し、1968年11月に勲三等瑞宝章を受章。
1980年7月1日肺腫瘍のために死去。81歳没。